# نتريت الصوديوم
نتريت الصوديوم هو مركب كيميائي له الصيغة NaNO2 ، بلوراته لها لون أبيض إلى أبيض مصفر.

## الخواص
ينحل بشكل جيد بالماء، ويمتاز بخواصه المرجعة.

## التحضير
سابقاً كان يحضر باستخدام الرصاص:
حالياً يحضر بتمرير نواتج أكسدة الأمونيا إلى محلول من رماد الصودا

## الاستخدامات
- يستخدم على نطاق واسع في صناعة الأصبغة حيث يستعمل في ديأزة الأمينات لتحضير الأصبغة الآزوية.
- يستخدم كمادة حافظة ضد تفسخ اللحوم E250.
- له العديد من التطبيقات الأخرى في مجالات قصر الألياف والتصوير الضوئي والطب.